# John Ostrander
John Ostrander (20 aprile 1949) è un fumettista statunitense.

## Carriera
Iniziò come attore in una compagnia teatrale di Chicago, ma cominciò a scrivere fumetti nel 1983. I suoi primi lavori pubblicati erano storie sul personaggio di "Sargon, Padrona della Guerra", che apparve nella serie Warp pubblicata dalla First Comics e basata su una serie di commedie della stessa compagnia teatrale di Chicago. È il co-creatore, insieme a Timothy Truman, del personaggio GrimJack, che apparve in origine come storia secondaria in Starslayer della First Comics, prima di comparire su un volume singolo, pubblicato sempre dalla First Comics alla metà degli anni 80. First Comics fermò la pubblicazione nel 1991, mentre Ostrander stava già realizzando lavori per altri editori di fumetti (i suoi primi testi per la DC Comics sono stati pubblicati nel 1986).
Prima di intraprendere la sua carriera nei fumetti, Ostrander studiò teologia con l'intento di diventare un prete cattolico. Le sue approfondite esplorazioni sulla moralità furono utilizzate in seguito nello scrivere Lo Spettro, una serie della DC Comics sulla manifestazione dell'ira di Dio. Il suo focalizzarsi sull'aspetto umano del personaggio, un detective della polizia degli anni 30 morto di nome Jim Corrigan, e la sua esplorazione di tematiche morali e teologiche portò nuova linfa ad un personaggio che troppo spesso veniva ritenuto impossibile da scrivere. Lavorò inoltre su Firestorm, Justice League, Martian Manhunter, Manhunter, Suicide Squad, e Wasteland per la DC.
Ostrander scrisse frequentemente insieme a sua moglie Kim Yale dalla metà degli anni 80 fino alla sua morte per carcinoma mammario nel 1997. Fu mentre lavorava con lei che diede quello che probabilmente è il suo contributo più duraturo all'Universo DC: la trasformazione di Barbara Gordon, l'ex-Batgirl, nella specialista dell'informazione e di computer Oracolo.
Per la Marvel Comics, Ostrander ha lavorato inoltre su X-Men, Alfiere, Quicksilver, Eroi in vendita e Punisher.
Ostrander ha scritto anche per altri editori di fumetti: Hotspur per Eclipse Comics; Lady Death per Chaos! Comics; Magnus, Robot Fighter, Rai e la Future Force, e Eternal Warrior per Valiant Comics.
Ostrander è stato uno degli scrittori principali di Star Wars: Republic per la Dark Horse Comics, e molti dei suoi story-arc, come le storie "Crepuscolo", "Oscurità", e "Le Guerre dei Cloni" sono disponibili in edizioni brossurate. È anche lo scrittore di una serie di fumetti di Guerre stellari: Star Wars: Eredità.
Ostrander ha anche scritto un audio dramma di Doctor Who per Big Finish Productions.  Intitolata Deadman's Hand, la storia è stata dapprima annunciata per la pubblicazione nel 2004; da allora la sua uscita è stata spostata due volte, e ora appare sulle pagine di Big Finish nella sezione Prossime uscite senza nessuna data d'uscita programmata. Come annunciato, la storia vede comparire il Seventh Doctor, Ace e Hex.
Ostrander ha recentemente accettato di scrivere anche una storia breve per l'antologia di prosa Moonstone Books in cui compare l'Uomo mascherato.
I suoi lavori gli hanno fatto vincere un numero consistente di riconoscimenti nel campo dei fumetti, comprese le nomination per il Comics Buyer's Guide Award come Scrittore Preferito nel 1997, 1998, 1999, e 2000.
Nel dicembre del 2006, DC Comics ha pubblicato un nuovo story-arc di Batman intitolato 'Grotesk' scritto da Ostrander che si svolge nei numeri 659-662 di Batman.

## Filmografia
- The Suicide Squad - Missione suicida (2021)